# Livraria Moderna
A Livraria Moderna, de Domingos de Magalhães e Companhia, foi uma editora e livraria brasileira que esteve em atividade nos anos 1890, no Rio de Janeiro.

## Histórico
A Livraria Moderna, localizada no Rio de Janeiro, na Rua do Ouvidor, nº 54, chegou a ser a principal editora brasileira no campo da literatura, nos anos 1890. Foram editores de Arthur Azevedo, Adolpho Caminha, Viveiros de Castro, Coelho Neto, Cruz e Sousa, Maria Benedita Bormann e Emílio de Menezes. Também publicaram Paul de Kock em português e o último livro de Aluísio de Azevedo, “Livro de uma Sogra”, em 1895.
A Livraria Moderna perdeu seu predomínio no fim da década de 1890, mediante a revitalização da Garnier e da Francisco Alves.

## Lista parcial de publcações
- A normalista, Adolpho Caminha, 1893
- No país dos Yankees, Adolpho Caminha, 1894
- O Bom Crioulo, Adolpho Caminha, 1895
- No Paiz dos Yankees, Adolpho Caminha, 1894
- Castro, Viveiros de. A nova escola penal. Rio de Janeiro, Vicente Castro, 1894.
- Balladilhas, Coelho Netto, 1894
- Bilhetes Postais, Coelho Neto, 1894
- Fruto Proibido, Coelho Neto, 1895
- Miragem, Coelho Neto, 1895
- O Rei Fantasma, Coelho Neto, 1895
- Lanterna Mágica, Coelho Neto, 1898
- Seara de Ruth, Coelho Neto, 1898
- Broquéis e Missal, Cruz e Sousa, 1893
- Broquéis e Missal, Aluísio Azevedo, 1893